# Hans Fuchs (Mediziner)
Hans Fuchs (* 11. August 1873 in Berlin; † 28. Oktober 1942 in Posen) war ein deutscher Gynäkologe und Geburtshelfer.

## Leben
Hans Fuchs wurde als Sohn des Musikprofessors Karl Fuchs, der ein Freund von Friedrich Nietzsche war, in Berlin geboren. Er besuchte das humanistische Gymnasiums in Danzig und studierte Medizin an den Universitäten Breslau, Freiburg und Berlin. 1896 wurde Fuchs promoviert und erhielt 1897 die Approbation als Arzt in Würzburg. 1898 ging er als Assistenzarzt an die Frauenklinik der Christian-Albrechts-Universität zu Kiel und wurde Schüler von Richard Werth (1850–1918). Nach einer fünfjährigen Ausbildungszeit verließ Hans Fuchs die Klinik, da er sich mit der Tochter seines Chefs verlobt hatte und jeden Schein einer Protektionsstellung vermeiden wollte. 1905 heiratete er und hatte mit seiner Frau fünf Kinder.
Er ging in die Praxis an einer kleinen Privatklinik am Vorstädtischen Graben nach Danzig. Dabei arbeitete er auch wissenschaftlich weiter. Im Ersten Weltkrieg war Fuchs als Arzt an der Ostfront eingesetzt.
1930 wurde ihm die Leitung der Staatlichen Frauenklinik Danzig übertragen, später zusätzlich die Klinik in Posen. Im gleichen Jahr wurde er Vorsitzender der Nordostdeutschen Gesellschaft für Gynäkologie und leitete am 30. Juni 1933 die Tagung dieser Gesellschaft. 1936 wurde er ihr Ehrenmitglied. 1935 war Fuchs neben Heinrich Klose Mitbegründer der Medizinischen Akademie Danzig, die ihn zum o. Professor berief. Für seine Verdienste erhielt er das Danziger Kreuz.
1933 wurde Fuchs in den Vorstand der
Deutschen Gesellschaft für Gynäkologie und 1937 als Nachfolger von Georg August Wagner zum Präsidenten der Gesellschaft gewählt. Er leitete sie bis zu ihrem Kongress, der kriegsbedingt zweimal verschoben werden musste und 1941 in Wien stattfand.
Ein Jahr danach verstarb Fuchs im Alter von 68 Jahren in Posen.